# Link 11
Link 11 (TADIL-A) — защищённый полудуплексный тактический канал передачи данных, используемый НАТО для обмена цифровыми данными.

## Обзор
MIL-STD-6011 обеспечивает обмен цифровой информацией между бортовыми, наземными и судовыми системами тактических данных. Это основное средство обмена данными, такими как информация о радиолокационном слежении за пределами прямой видимости. TADIL-A может использоваться как на высоких частотах (HF), так и на сверхвысоких частотах (UHF). Однако армия США использует только КВ. Link 11 использует единую платформу для передачи информации о местоположении при обнаружении датчиков. Эта позиционная информация может быть дополнена данными для определения идентичности обнаруженного трека. Link 11 была разработана Ральфом Бенджамином, когда он работал с Адмиралтейским заводом надводного оружия (ASWE) в Портсмуте.
Link 11 предполагается заменить на Link 22.
Link 11 определена Министерством обороны США как MIL-STD-6011.
НАУТИС (Военно-морская автономная тактическая информационная система) изначально включала систему Link 11, установленную на фрегатах типа «Линдер» ВМС Новой Зеландии в рамках модернизации кораблей на середине срока их эксплуатации (HMNZS «Кентербери») в 1980-х годах. Версии NAUTIS также были установлены на тральщиках ВМС Великобритании типа «Хант»

## Технические характеристики
Link 11 — полудуплексный сетевой канал, который обычно работает по перекличке со Станции управления сетью данных (DNCS). Link 11 также может работать в широковещательном режиме. Режим переклички, используемый в интерфейсе Link 11, требует, чтобы каждое участвующее устройство (PU) отвечало по очереди, в то время как все другие устройства работают на приём. DNCS инициирует перекличку, адресуя и передавая сообщение запроса определенной PU, которая затем отвечает, передавая свои данные. Затем DNCS опрашивает следующую PU в предписанной последовательности. Link 11 может передавать в диапазонах высоких частот (HF) и/или сверхвысоких частот (UHF). Скорость передачи данных может быть выбрана из следующих значений: 2250 или 1364 бит в секунду. Функции двойной боковой полосы разнесения и коррекции доплеровского сдвига повышают надеёжность и точность обмена данными. Link 11 работает в диапазоне ВЧ (2–30 МГц) и/или УВЧ (линия прямой видимости, LOS, 225–400 МГц). Некоторые наборы терминалов данных (DTS) предоставляют возможность выбора либо формы сигнала обычного Link 11 (CLEW), либо формы сигнала однотонального Link 11 (SLEW). Сигналы SLEW и CLEW несовместимы. SLEW, наряду с другими преимуществами, обеспечивает повышенную дальность и более мощный алгоритм обнаружения и исправления ошибок (EDAC). Несмотря на то, что существует возможность работы в режиме CLEW или SLEW, все участники данной сети Link 11 должны выбрать одну и ту же форму сигнала для обеспечения связи между устройствами. Link 11 определена в военном стандарте (MIL STD) 6011, стандарте сообщений тактического канала передачи данных (TDL) A / B.

## Изменение терминологии
Согласно руководству DISA, термин Tactical Digital Information Link (TADIL) устарел  и теперь чаще рассматривается как Tactical Data Link (TDL).

## Внешние ссылки
- Federation of American Scientists article: Tactical Digital Information Links (TADIL)
- Signal Identification Guide Link 11